# Kevin Andrews
Kevin James Andrews (ur. 9 listopada 1955 w Sale, zm. 13 grudnia 2024) – australijski polityk, członek Liberalnej Partii Australii (LPA). Od 1991 do 2022 poseł do Izby Reprezentantów, minister w gabinetach premierów Johna Howarda i Tony’ego Abbotta. W latach 2014–2015 minister obrony Australii.

## Życiorys

### Kariera zawodowa
Był absolwentem prawa na Monash University, przed rozpoczęciem kariery politycznej pracował jako adwokat. Ponadto w latach 1983-1985 był współpracownikiem jednego z sędziów Sądu Najwyższego Wiktorii.

### Kariera polityczna
Po raz pierwszy został wybrany do parlamentu federalnego w 1991, jako kandydat LPA w wyborach uzupełniających w okręgu wyborczym Menzies. W 1996 był autorem projektu ustawy, która, korzystając z uprawnień parlamentu federalnego do ingerowania w porządek prawny terytoriów federalnych, zablokowała legalizację eutanazji w Terytorium Północnym, zmieniając wcześniejszą decyzję parlamentu Terytorium. W latach 2001–2003 należał do szerokiego składu rządu jako minister ds. osób starszych. Następnie został awansowany na członka gabinetu i otrzymał stanowisko ministra zatrudnienia i relacji w miejscu pracy. W styczniu 2007 został przeniesiony na urząd ministra imigracji i obywatelstwa, który zachował do grudnia tego samego roku, gdy wraz z całą swoją partią przeszedł do opozycji.
Po powrocie Koalicji do władzy we wrześniu 2013 został powołany na stanowisko ministra służb społecznych. Podczas rekonstrukcji rządu w grudniu 2014 przeszedł na urząd ministra obrony. Po objęciu stanowiska szefa rządu przez Malcolma Turnbullla nie znalazł się w składzie nowego gabinetu.
Nie uzyskał nominacji swojej partii w wyborach wstępnych przed wyborami parlamentarnymi w 2022. Ogłosił wówczas zakończenie działalności politycznej. 

### Śmierć
Zmarł 13 grudnia 2024. W ostatnim roku życia cierpiał na chorobę nowotworową.

## Źródła zewnętrzne
- Strona oficjalna